# Радиобиология неионизирующих излучений
Радиобиология неионизирующих излучений — одно из направлений радиобиологии. Радиобиология неионизирующих излучений изучает биологическое действие электромагнитных излучений, преимущественно в диапазоне частот от 3 кГц до 300 ГГц. В области постоянных и низкочастотных электромагнитных полей используют также термин магнитобиология.
Биологической активностью обладают высоковольтные линии электропередач.
Источники электромагнитных излучений, которые могут влиять на биологические объекты:
- устройства беспроводной связи — Wi-Fi, Bluetooth, мобильные телефоны, высокочастотные средства связи;
- компьютеры, мониторы, ТВ-экраны;
- микроволновые печи, люминесцентные лампы, электрические моторы.